# ألوان المدرسة
ألوان المدرسة، والمعروفة أيضًا بمسميات ألوان الجامعة أو ألوان الكلية، هي الألوان التي تختارها المدرسة أو الأكاديمية أو الكلية أو الجامعة أو المعهد كجزء من هوية علامتها التجارية، وتستخدم في لافتات المباني وصفحات الويب والملابس ذات العلامات التجارية والزي الرسمي للفرق الرياضية. يمكن للألوان تعزيز الاتصال بالمدرسة، المعروفة باسم "روح المدرسة"، والمساعدة في تمييزها عن المؤسسات الأخرى.